# Utstein kloster
59°06′11″N 5°35′26″Ø / 59.10306°N 5.59056°Ø
Utstein kloster er et kloster på Klosterøy i Rennesøy kommune nord for Stavanger i Rogaland fylke i Norge. Klosterøy er den vestlige del af Mosterøy. Klosteret var et augustinerkloster viet til Sankt Laurentius og underlagt biskoppen i Stavanger.
Utstein er landets eneste bevarede klosteranlæg fra middelalderen, med både kirken og nedre etage af øst- og sydfløjen stående og i brug. Klosteret ligger dominerende som et lukket kompleks omkring en kvadratisk klostergård i et åbent landskab og med vid udsigt.
For det meste boede her ikke mere end 10 – 12 munke, men derudover folk i tjeneste som stod for landbrug, husbygning og madlavning. Klosteret havde betydelige jordejendomme og kunne brødføde omtrent 250 mennesker.
Klosteret er hovedsagelig bygget i sten og med portaler og vinduer i klæbersten. Klæbersten blev formentlig hentet lokalt fra Ertenstein på Rennesøy og fra Åmøy.

## Kloster
Traditionelt er oprettelsen af Utstein kloster knyttet til Magnus Lagabøte. Han fik Rygjafylket (tilsvarende det senere Rogaland) i len i 1257, og skal i årene som fulgte i stor grad have holdt til i Stavanger. Man har ment, at han i denne periode også startede opførelsen af en ny kongsgård på Utstein. Efter at faren, Håkon Håkonsson, døde i 1263, blev Magnus konge. Han havde da ikke længere brug for Utstein og lod Olavsklostret i Stavanger overtage stedet med den påbegyndte kongsgård. Imidlertid nævnes dette forhold ikke i Magnus Lagabøtes testamente, og det kan støtte den opfattelse, at klosteret på Utstein blev opført omkring midten af 1260'erne som en videreførelse af Olavsklosteret.
Klosteret har været befæstet. Det blev hærget af brand to gange i 1500-tallet. Det første angreb fandt sted i 1520'erne, da Hoskold Hoskoldsson, den sidste katolske biskop i Stavanger, angreb klosteret. Efter reformationen blev det i 1539 stormet og brændt ned af Christoffer Rustung.
Klosteret ophørte ved indføringen af reformationen i Norge (1536), da den katolske kirkes ejendomme blev inddraget og lagt til kronen. Siden kom klosteret på flere hænder. I 1537 fik væbneren Trond Ivarson følgebrev på Utstein kloster mod at sørge for munkenes underhold. Ivarson havde været Vincens Lunges og ærkebiskop Olav Engelbrektssons foged i Jemtland. Hvad siden skete med klosterfolket, fortæller kilderne ikke noget om. Formentligt var mange af dem ældre mennesker.
Erik Urne til Høegaard (1601–30) var kongens befalingsmand over Utstein fik omdannet klosterets kirke til sognekirke. Her bidrog flere af de store kunstnere, man henregner under stavangerrenæssancen, blandt andre Lauritz Snedker, der stod for altertavlens udformning, og Gottfried Hendtzschel, der malede denne.

## Privat eje
Anlægget stod ubeboet i længere tid og forfaldt. Familien Garmann overtog klostergodset i 1706. Da Christopher Garmann (1720-79) flyttede hertil i 1750, blev bygningerne istandsat og meget ændret. Christopher Garmann var stærkt interesseret i fåreavl. Ustein havde 120 får, men Garmann interesserede sig også for import af finuldede engelske får og skrev en afhandling om forbedring af fåreholdet. Især anbefalede han fårehold på øerne, hvor der ikke er rovdyr, mens kystklimaet er mildt, med vegetation egnet til fårefoder. Dertil mente Garmann, at saltindholdet i tang virkede forebyggende mod sygdom hos fårene. Garmann forsynede fårebønder i Stavanger amt og Bergens stift med avlsdyr, og regnes som den første i Norge, der lagde om til helårsgræssende dyr. Garmanns kone, Cecilie Widding Garmann (1734-59), døde i barsel i 1759 og blev gravlagt ved klosterkirkens vestvæg. Enkemannen skal have lovet aldrig at gifte sig igen, men 20 år senere gjorde han det alligevel. Under brylluppet i Stavanger domkirke mente Garmann at få øje på Cecilie. Han faldt i koma og døde en uge senere. I dag hævdes Cecilie at være Utsteins spøgelse, kendt som "Den hvide dame".
Familien Schanche overtog klosteret i 1885. Koret i kirken blev overført til staten i 1899. Omkring 1900 blev kirkens kor og tårn restaureret. Frem til 1930'erne var klosterbygningerne beboelseshuse. Det øvrige anlæg blev sat i stand i 1950'erne og 1960'erne.
Klosteret ejes i dag i sin helhed av Stiftelsen Utstein Kloster. Det drives som museum, kursus- og konferencested, selskabslokale og til koncerter. Store dele af anlægget er åbent for publikum i museets åbningstider.
- Koret i kirken.
Foto: Frode Inge Helland
- Prædikestolen. Billederne af Mattæus og Markus (og Johannes og Lukas) er formentlig udført omkring i 1620 af Gotfried Hendtzchel efter samtidige hollandske stik.
Foto: Frode Inge Helland
- Klostergården, kirken til venstre, østfløj med adgang til boligrummene. Spor i kirkevæggen viser rester efter buegang.
Foto: Frode Inge Helland
- Stue, østfløjen. Rekonstruktion. 
Foto: Frode Inge Helland
- Stue, østfløjen. Vindue mod klostergården. Rekonstruktion.
Foto: Frode Inge Helland
- Klostergården, sydfløjen mod refektoriet.
Foto: Frode Inge Helland

## Eksterne kilder og henvisninger
- Wikimedia Commons har flere filer relateret til Utstein kloster
- Utstein kloster på Riksantikvarens hjemmeside kulturminnesok.no
- Stiftelsen Utstein Kloster Arkiveret 17. maj 2013 hos  Wayback Machine
- Katolsk.no: Utstein kloster
- Miljøstatus i Norge: Utstein kloster Arkiveret 12. januar 2013 hos  hos Archive.is
- Karin Imsland og Gunvor Torsen: Utstein kloster Arkiveret 4. marts 2016 hos  Wayback Machine
- Forskning.no: Klosterøyas historie Arkiveret 20. oktober 2006 hos  Wayback Machine
- Stavanger Museums Årbok 1961: Jan Hendrich Lexow, Utstein Kloster etter reformasjonen Arkiveret 5. marts 2016 hos  Wayback Machine